# Honnavalli, Sringeri
Honnavalli là một làng thuộc tehsil Sringeri, huyện Chikmagalur, bang Karnataka, Ấn Độ.